# Gerard Vilar
Gerard Vilar (Barcelona, 18 de septiembre de 1954) es un filósofo español.

## Biografía
Gerard Vilar se licenció y doctoró en Filosofía por la Universidad Autónoma de Barcelona, y prosiguió su formación en las universidades de Fráncfort y Constanza, donde fue becario DAAD y Humboldt. Su carrera académica se inició en la Escuela Técnica Superior de Arquitectura de Barcelona, para convertirse posteriormente en profesor de Estética y Teoría de las Artes en la Universidad Autónoma de Barcelona, donde es catedrático desde 2002. Ha sido profesor invitado en el Instituto de Investigaciones Filosóficas de la UNAM de México, en el Institut für Philosophie de la Universidad de Potsdam, y en el Departamento de Filosofía de la Universidad del Noroeste. Es director de la revista de Estética Disturbis desde 2007, y coordinador del Máster de Estética y Teoría del Arte Contemporáneo Pensar el arte de hoy (UAB-Fundación Joan Miró-Museu Picasso). Desde 1995 hasta 2009 dirigió la revista de filosofía Enrahonar.
Desde finales de 2017 es presidente de la Sociedad ESpañola de Estética y Teoría de las Artes.
El tema general de la filosofía de Vilar ha sido el concepto de razón y también la definición de la subjetividad moderna. La relación entre la ética y la estética en el arte y la literatura ha sido otra constante que le ha llevado a conectarse especialmente con la teoría crítica alemana y algunos filósofos analíticos anglosajones como Nelson Goodman y Arthur Danto.
En la obra de Vilar se pueden distinguir tres etapas principales: 1) Una primera etapa en la que defendía el concepto de razón praxeológica como racionalidad teórico-práctica, especialmente en sus libros Raó i marxisme y Discurs sobre el senderi. En esta etapa Vilar pensaba que no hay otra forma de razón que la razón instrumental, aunque el interpretaba en el sentido marxiano de una relación permanente de corrección mutua entre teoría y praxis. Este planteamiento, sin embargo, no lo permitía abordar el problema de la racionalidad de los fines éticos y políticos, como le pasaba la filosofía de Marx. 2) En la segunda etapa que se extiende a lo largo de los años 90 y en la que alejarse de su primera concepción, Vilar defendió en línea con Jürgen Habermas y Albrecht Wellmer, la importancia del lenguaje y su potencial de racionalidad, pero atendiendo más al desacuerdo y el error que al consenso que buscaban aquellos. Esto es a lo que Vilar apuntaba con la noción de razón insatisfecha. 3) Desde el 2000 adelante, periodo en el que se interesa sobre todo por la razón estética, entendida esta fundamentalmente como racionalidad creativa y generadora de disturbios del orden y las funcionalidades establecidas. Para Vilar, la experiencia estética consiste en producir "disturbios de la razón", pero estos desórdenes estéticos no son meramente negativos y críticos, sino que tienen una productividad positiva al permitir acceder a otras formas de conocimiento que las dominadas por la razón instrumental .

## Libros
- Raó i Marxisme. Materials per a una història del racionalisme. Barcelona: Edicions 62. 1979
- Discurs sobre el senderi. Barcelona: Edicions 62. 1986
- Les cuites de l'home actiu. Fenomenologia moral de la modernitat. Barcelona: Anthropos. 1990
- Individualisme, ètica i política. Barcelona: Edicions 62. 1992
- La razón insatisfecha. Barcelona: Crítica. 1999
- El desorden estético. Barcelona: Idea Books. 2001
- Las razones del arte. Madrid: Machado. 2005
- Desartización. Paradojas del arte sin fin. Salamanca: EUSAL. 2010
- Precariedad, estética y política. El Ejido: Círculo Rojo, 2017
- Disturbios de la razón. La investigación artística. Ed Antonio Machado, 2021
- (con Jèssica Jaques) Pensar con el paladar. Una estética gustatoria, Barcelona: Edicions UAB, 2024

## Traducciones
- I. Kant, Prolegòmens a tota metafísica futura, Barcelona: Laia, 1982; 2a edició Edicions 62, 1996.
- J. Habermas, Coneixement i interès, Barcelona: Edicions 62/Diputació de Barcelona 1987.
- K. Marx, Manuscrits econòmico-filosòfics, Barcelona: Edicions 62, 1991.
- J. Habermas/J. Rawls, Debate sobre el liberalismo político, Barcelona: Paidós, 1998.
- T. W. Adorno. Sobre la música. Barcelona: Paidós. 2000 (amb Marta Tafalla).
- G. W. F. Hegel. Lliçons d'Estètica. (Selecció) Barcelona: Edicions 62. 2001.
- Y. Michaud, El juicio estético, Barcelona: Idea Books, 2002.
- A. Danto. La Madonna del Futuro. Barcelona: Paidós. 2003.
- N. Carroll. La filosofía del terror o paradojas del corazón. Madrid: Machado. 2005.